# Illigera orbiculata
Illigera orbiculata là một loài thực vật có hoa trong họ Hernandiaceae. Loài này được C.Y. Wu miêu tả khoa học đầu tiên năm 1979.